# نيوفندلاند (جزيرة)
جزيرة نيوفندلاند (بالإنجليزية: Newfoundland)‏ هي جزيرة كندية بالقرب من الساحل الشرقي لكندا، وهي تشكل مع منطقة لابرادور في البر الكندي ما يعرف بمقاطعة نيوفندلاند ولابرادور إحدى مقاطعات كندا، اكتشفت عام 1497 م على يد جون كابوت، واحتلها سير هامفري جييلبرت في سنة 1583 م، ورغم بسط النفود البريطاني عليها إلا أن المنافسة كانت قوية بين بريطانيا وفرنسا على هذه الجزيرة، ولكنها أضيفت إلى الاتحاد الكندي عام 1949 م، وتبلغ مساحة الجزيرة 111,390 كيلومترا مربعا، وعدد سكانها حوالي 485 ألف نسمة، وعاصمتها مدينة سانت جونز، وأهم مدنها كورنر برووك.

## الاقتصاد
يتمثل النشاط السكاني في الزراعة وتربية الحيوانات، وهي محدودة بالنسبة للظروف المناخية، وبلغ الدخل الزراعي والحيواني في عام 1982 م 30 مليون دولار، غير أن الولاية تتمتع بثروة معدنية، منها البترول، والحديد، والنحاس، والزنك، والرصاص، والفضة، ويشغل الإنتاج المعدني حيّزا كبيرا في اقتصاد الولاية بالتشارك مع الثروة السمكية.

## أعلام
- روبن راند
- جون هايز
- هنري كلينتون
- ديفيد فيري
- ريتشارد إي. ألسويرث